# Hechos de Bernabé

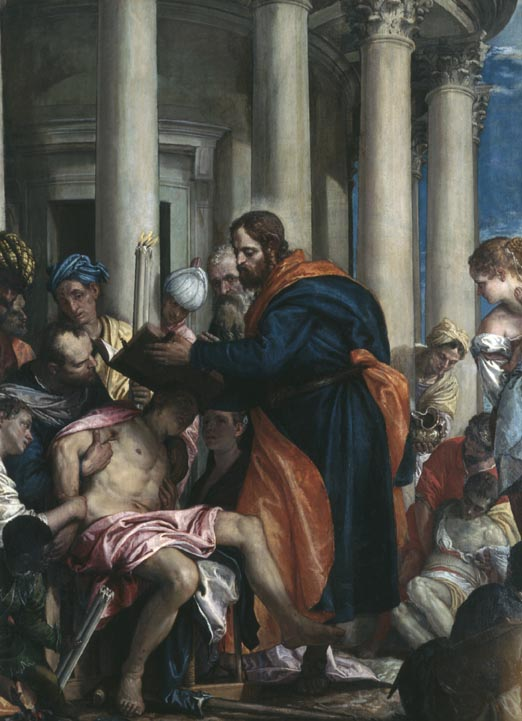
Bernabé curando a los enfermos por Paolo Veronese, Musée des Beaux-Arts de Rouen.

Hechos de Bernabé es un texto pseudoepigráfico que dice ser escrito por Juan Marcos, el compañero de Pablo de Tarso, escribiendo en lugar de Bernabé, el judío chipriota y miembro de la antigua iglesia en Jerusalén, a través de quien el recién convertido Saulo (ahora Pablo) fue recibido en la comunidad apostólica. Tres obras están relacionadas con el nombre de Bernabé: la Epístola de Bernabé, escrita entre el 70 y el 135 d. C., sus Hechos y la falsificación medieval llamada Evangelio de Bernabé. Ninguno de ellos ha sido aceptado en el canon bíblico.

## Texto
El lenguaje y la política eclesiástica de los Hechos revelan que fue escrito alrededor del siglo V d. C. con el objetivo de reforzar las afirmaciones de la Iglesia de Chipre sobre tener una base apostólica para ser el sitio de la tumba de Bernabé, lo que resultaría en una independencia de su  obispos del Patriarca de Antioquía.  Esta es una controversia en el siglo V d. C., con la independencia de la iglesia de Chipre declarada en el Primer Concilio de Éfeso (431) y confirmada por el emperador Zenón I en 488 d. C.
El trabajo fue traducido y editado por M. R. James que hasta el día de hoy es la versión estándar del trabajo.

## Contenido
El texto habla de los múltiples viajes de Bernabé y Pablo de Tarso a través de las primeras comunidades cristianas en Asia Menor y en Chipre, llenas de milagros y predicación a los paganos, y adiciona las fundaciónes de iglesias, la consagración de obispos y el túmulo del apóstol en Chipre.
Los dos primeros capítulos contienen un prefacio del inscrito autor Juan (en el capítulo 3 identificado como Juan Marcos), que narrará toda la historia en primera persona.  En los dos capítulos siguientes Juan Marcos y Bernabé es enviado por visiones en sus viajes misioneros.  
En el capítulo 5, la historia adquiere el estilo itinerario de los Hechos de los apóstoles y los Hechos de Pablo:
 Después de que él me instruyó en estas cosas, nos quedamos en Iconium durante muchos días.  […] Luego llegamos a Seleucia, y después de la estancia de tres días navegamos a Chipre.  [...] Partiendo de Chipre, aterrizamos en Perge de Panfilia.  Luego me quedé allí unos dos meses, con ganas de navegar hacia las regiones occidentales, pero Espírito Santo no me lo permitió.  Así que volví a ver a los apóstoles y, sabiendo que estaban en Antioquía, fui a ellos. 
Los capítulos 6 al 10 contienen una versión elaborada de la controversia entre Bernabé y Pablo se informa en Hechos 15: 36-41.  Juan Marcos le ruega a Pablo que se vaya a Panfilia.  En dos puntos de vista Pablo es advertido que dejará ir a Bernabé a Chipre, y él mismo le ordenó viajar a Jerusalén.
El resto del libro puede ser visto como una extensión de Hechos 15,39.
Juan y Bernabé visitan a Isaura, Cilicia, Chipre y Laodiceia, donde curan a muchos enfermos y bautizan. (Hechos de Bernabé 11 y 12).
La figura de Juan Marcos parece haber sido degradada conscientemente en los Hechos de Bernabé.  Hay una tradición detrás del texto en la que es comisionado como apóstol y encargado de misterios (lo que sea que eso realmente signifique) en una revelación celestial.  La tradición de que Juan Marcos introdujo el cristianismo en Alejandría está atestiguada al menos desde principios del siglo IV. Se dice de que Marcos fue enviado a Egipto y predicó el evangelio (que también escribió) por primera vez allí, y fundó la primera iglesia en Alejandría 59. Se narra que siete años antes de su martirio viajó a Marmarica y Libia.
Esta tradición se elabora en el Martirio de Marcos y en los Hechos de Marcos. También es notable que los Hechos de Bernabé nunca identifican Juan Marcos con el escritor o el evangelio que usa su nombre, pero presta especial atención al evangelio de Mateo, refiriéndose a los vínculos entre su autor y Bernabé.
Y el libro termina: Los viajes y el martirio del santo apóstol Bernabé fueron así realizados por la gracia de Dios.

## ElHechos de Bernabé, losEvangelio de Bernabéy elEvangelio de Mateo
Algunos han asumido erróneamente que la referencia a un evangelio usado por Bernabé al que se hace referencia en los Hechos de Bernabé era el documento medieval, el Evangelio de Bernabé. Sin embargo, esto es claramente falso, como revela la cita: Bernabé, habiendo desenrollado el Evangelio, que hemos recibido de Mateo, su colaborador, comenzó a enseñar a los judíos.
Al omitir esta frase enfatizada al citar este pasaje, se puede dar la impresión de que hay un Evangelio de Bernabé  anterior al llamado Decretum Gelasianum, una agenda para aquellos que  mantendría la autenticidad del evangelio tardío.